# Konstantín Plúzhnikov
Konstantín Serguéyevich Plúzhnikov (en ruso: Константин Сергеевич Плужников; Séversk, 28 de abril de 1987) es un deportista ruso que compitió en gimnasia artística.
Ganó una medalla de oro en el Campeonato Europeo de Gimnasia Artística de 2011, en la prueba de anillas. Participó en los Juegos Olímpicos de Pekín 2008, ocupando el sexto lugar en el concurso por equipos.

## Palmarés internacional
| Campeonato Europeo | Campeonato Europeo | Campeonato Europeo | Campeonato Europeo |
| Año                | Lugar              | Medalla            | Prueba             |
| ------------------ | ------------------ | ------------------ | ------------------ |
| 2011               | Berlín (Alemania)  | Medalla de oro     | Anillas            |